# Izalco (volcan)
Pour la ville, voir Izalco.
L'Izalco est un volcan de la cordillère d'Apaneca situé au Salvador dans le département de Sonsonate.

## Histoire
Formé en 1770, l'Izalco est le plus jeune volcan du Salvador. Il s'est constitué sur le flanc sud du volcan de Santa Ana et au nord du village Izalco, à quelques dizaines de kilomètres de la côte Pacifique. Très actif entre 1770 et 1958, le volcan gagne le surnom de « phare du Pacifique » car les marins pouvaient le voir de très loin. Il est aujourd'hui l'une des icônes du Salvador.
En 1926 une éruption ensevelit le village de Matanzo et tua 56 villageois.
En 1966, un nouveau cratère apparut sur un flanc et menaça directement le village Izalco. Les villageois placèrent une statue de la Vierge Marie entre la coulée de lave et le village et la coulée s'arrêta au niveau de la statue, laissant penser aux croyants à un miracle. Cette statue est toujours sur le flanc du volcan, face à la dernière coulée de lave sortie du volcan.

## Environnement
Le volcan fait partie de la réserve de biosphère d'Apaneca-Llamatepec, reconnue par l'Unesco en 2007.

## Tourisme
Un hôtel fut construit sur le volcan éteint voisin, le Cerro verde, pour pouvoir admirer de près et sans danger les éruptions. L'hôtel fut cependant terminé après la dernière éruption. On peut aujourd'hui visiter le volcan et son cratère à partir du Cerro Verde, point de départ pour les excursions vers l'Izalco et le volcan de Santa Ana.

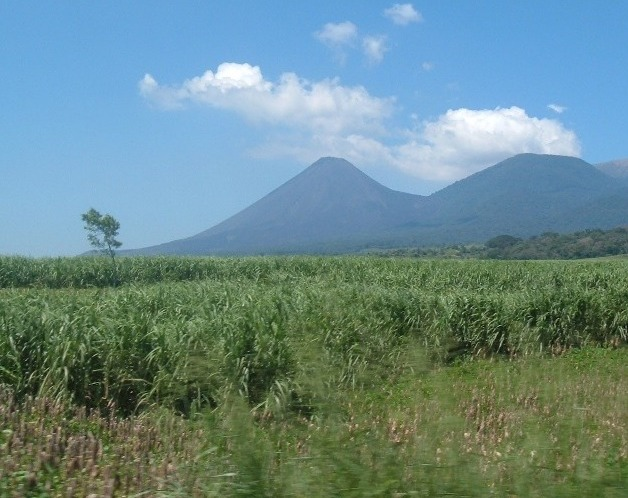
Face Sud-Est de l'Izalco, à gauche, et le Cerro Verde à droite.